# Roberto da Silva
Roberto Da Silva (24 de junio de 1951, São Paulo, Brasil) es un futbolista brasileño retirado que se desempeñaba en la posición de defensa.

## Biografía
Inicia su carrera en las inferiores de São Paulo FC a los 15 años; al no contar con grandes oportunidades para jugar en este equipo, se va a jugar a la juvenil de Santos FC en el año de 1969. En 1970 pasa a formar parte del club Portuguesa Santista, filial de Santos FC. En 1971 pasa a jugar con el equipo de Botafogo Futebol Clube (Ribeirão Preto), en el cual se mantiene por año y medio, para posteriormente regresar a jugar a Santos FC y hacerlo de manera profesional durante 3 años, junto a figuras como Pelé, Carlos Alberto Torres, Mazinho, Clodoaldo Tavares de Santana, Belarmino de Almeida Junior (Nenê), Jair da Costa, Alcindo (Eusébio), Edú, entre otros.
En México, vistió la camiseta de los Leones Negros de la Universidad de Guadalajara de 1974 a 1979. Da Silva estuvo presente en los dos subcampeonatos de los Leones Negros de 1975-76 y 1976-77, ante el Club América y el Club Universidad Nacional, respectivamente. Después de 1979, Da Silva militó en el Club Social y Deportivo Jalisco, los Tecos de la UAG, los Tigres de la UANL, donde fue campeón junto a figuras como Tomás Boy y Osvaldo Batocletti, para terminar su carrera como profesional con el Tampico Madero Fútbol Club. Actualmente trabaja con jóvenes para forjar nuevas promesas para el fútbol profesional mexicano.

## Clubes
- Portuguesa Santista (1970)
- Botafogo Futebol Clube (Ribeirão Preto) (1971 - 1972)
- Santos FC (1972 - 1974)
- Leones Negros de la Universidad de Guadalajara (1974 - 1979)
- Club Social y Deportivo Jalisco (1979 - 1980)
- Tecos de la UAG (1980 - 1981)
- Tigres de la UANL (1981 - 1983)
- Tampico Madero Fútbol Club (1983 - 1986)